# Angel Federico Robledo
Angel Federico Robledo (ur. 18 lipca 1917, zm. 14 listopada 2004) – polityk argentyński, prawnik.
Zwolennik Juana Peróna, w rządzie wdowy po Perónie Isabeli pełnił funkcję ministra obrony (1975–1976) oraz spraw zagranicznych (1975). W późniejszym okresie był m.in. ambasadorem w Meksyku, Brazylii i Ekwadorze.